# سده ۱۱ (خورشیدی)
سده یازدهم (۱۱) هجری خورشیدی، سده‌ای است که از ۱ فروردین سال ۱۰۰۱ هجری خورشیدی آغاز گشت و در پایان ۲۹ اسفند سال ۱۱۰۰ هجری خورشیدی پایان یافت. 
| سده‌ها: | سده ۱۰ - سده ۱۱ - سده ۱۲                          |
| دهه‌ها: | ۱۰۰۰ ۱۰۱۰ ۱۰۲۰ ۱۰۳۰ ۱۰۴۰ ۱۰۵۰ ۱۰۶۰ ۱۰۷۰ ۱۰۸۰ ۱۰۹۰ |

## رویدادها

### درایران
پادشاهی تمام مدت صفوی

## چهره‌های برجسته
شاه عباس صفوی . پادشاه ایران